# خوشگله
خوشگله فیلمی به کارگردانی و نویسندگی اسماعیل پورسعید محصول سال ۱۳۵۱ است.

## بازیگران
- پوری بنایی
- لی‌لی
- عادل روحی
- بهمنیار
- شمسی فضل الهی
- مینا
- محسن مهدوی
- محسن آراسته